# Milo Manheim
Milo Manheim (Los Angeles, 2001. március 6. –) amerikai színész.
Legismertebb alakítása Zed a Zombik (2018), a Zombik 2. (2020) és a Zombik 3. (2022) című filmekben. Az Anyaság túlsúlyban című sorozatban is szerepelt.

## Gyermekkora
A kaliforniai Los Angelesben született. Édesanyja Camryn Manheim színésznő, édesapja Jeffrey Brezovar modell. Zsidó származású.
Manheim gitározik, dobol, zongorázik és ukulelézik, különféle fúvós hangszereken játszik, röplabdázik, focizik és síel.

## Pályafutása
Manheim színészi karrierje hatévesen kezdődött. 2008 óta 20 különböző musicalben játszott. 2009-ben vendégszerepelt a CBS Szellemekkel suttogó című sorozatban édesanyja mellett.
2018-ban a Disney Channel Zombik című filmjében szerepelt. Még ebben az évben feltűnt a Dancing with the Stars 27. évadában Witney Carson profi táncosnő oldalán, ahol a második helyen végzett.
2020-ban a Zombik 2. című filmben tért vissza Zed szerepében.

## Filmográfia

### Film
| Év   | Magyar cím | Eredeti cím          | Szerep | Magyar hang    |
| ---- | ---------- | -------------------- | ------ | -------------- |
| 2023 |            | Journey to Bethlehem | József |                |
| 2023 | Hullaadás  | Thanksgiving         | Ryan   | Fáncsik Roland |

### Televízió
| Év        | Magyar cím                  | Eredeti cím                                | Szerep             | Megjegyzések                                 |
| --------- | --------------------------- | ------------------------------------------ | ------------------ | -------------------------------------------- |
| 2009      | Szellemekkel suttogó        | Ghost Whisperer                            | Riley              | 1 epizód                                     |
| 2017      |                             | Disney Parks Magical Christmas Celebration | önmaga             | különkiadás                                  |
| 2018      | Zombik                      | Zombies                                    | Zed                | - tévéfilm - magyar hangja: - Czető Roland   |
| 2018      |                             | Dancing with the Stars                     | önmaga (versenyző) | 27. évad (2. helyezett)                      |
| 2018–2019 | Anyaság túlsúlyban          | American Housewife                         | Pierce             | 4 epizód                                     |
| 2019      |                             | Celebrity Family Feud                      | önmaga (versenyző) | 1 epizód                                     |
| 2020      | Zombik 2.                   | Zombies 2                                  | Zed                | tévéfilm magyar hangja Czető Roland          |
| 2021      |                             | The Conners                                | Josh               | 1 epizód                                     |
| 2022      | Zombik 3.                   | Zombies 3                                  | Zed                | - tévéfilm - magyar hangja: - Czető Roland   |
| 2023      | Szellemgimi                 | School Spirits                             | Wally              | főszereplő                                   |
| 2023      | Dr. Doogie                  | Doogie Kameāloha, M.D.                     | Nico               | mellékszereplő (2. évad)                     |
| 2023      | Szerelmem, Harvard          | Prom Pact                                  | Ben Plunkett       | tévéfilm                                     |
| 2024–     | A zombik visszatérnek       | Zombies: The Re-Animated Series            | Zed (hangja)       | - főszereplő - magyar hangja: - Czető Roland |
| 2025      | Zombik 4.: Vámpírok hajnala | Zombies 4: Dawn of the Vampires            | Zed                | - tévéfilm - magyar hangja: - Czető Roland   |